# Sagrada Reset
Sagrada Reset (サクラダリセット?, Sakurada Risetto) è una serie di light novel scritta da Yutaka Kōno e illustrata da You Shiina, pubblicata in sette volumi da Kadokawa Shoten, sotto l'etichetta Kadokawa Sneaker Bunko, tra maggio 2009 e marzo 2012. Un adattamento manga è stato serializzato sul Monthly Shōnen Ace sempre di Kadokawa Shoten da dicembre 2010 a novembre 2011. Un adattamento anime, prodotto da David Production e acquistato in Italia da Dynit, è stato trasmesso in Giappone tra il 5 aprile e il 13 settembre 2017, mentre due film live action basati sulla serie sono stati distribuiti nei cinema giapponesi tra il 25 marzo e il 13 maggio 2017.

## Trama
Gran parte della popolazione di Sakurada, cittadina vicino all'Oceano Pacifico, possiede dei poteri soprannaturali. Il governo segue da vicino le attività dei giovani, monitorando gli studenti dell'“ Houshi”, un club scolastico che frequentano i nostri protagonisti. Kei Asai ha la capacità di ricordare perfettamente tutto ciò che vede e ascolta; Misora Haruki può spostare indietro le lancette del tempo fino a un massimo di tre giorni. Si tratta di due poteri a loro modo complementari, che uniranno i ragazzi nelle missioni a loro affidate.

## Personaggi
Kei Asai (浅井 ケイ?, Asai Kei)
Doppiato da Kaito Ishikawa
È un ragazzo dagli occhi e capelli neri. Il suo potere è di ricordarsi ogni cosa che vede e sente. È scappato di casa quando faceva la sesta elementare per trasferirsi a Sakurada. Data la natura del suo potere, l'amministrazione lo ha costretto a restare per sempre lì. È il fidanzato di Haruki.
Misora Haruki (春埼 美空?, Haruki Misora)
Doppiata da Kana Hanazawa
È una ragazza che da piccola era incapace di distinguere la tristezza degli altri dalla propria. Per questo è cresciuta senza parlare con nessuno che glielo avesse chiesto. Usa il potere del reset ogni volta che vede qualcuno piangere. La sua personalità cambierà radicalmente quando conoscerà Kei. Odia Sōma perché sa che vorrebbe danneggiare la sua relazione con Kei.
Sumire Sōma (相麻菫?, Sōma Sumire)
Doppiata da Aoi Yūki
È una ragazza dal potere di prevedere il futuro, che usa per poter morire e far sì che possa essere resuscitata oltre 2 anni dopo da Kei, creando una leggenda che legherà poi i personaggi che la faranno resuscitare. Ha fatto tutto ciò per cercare di fidanzarsi con Kei, fallendo. Odia Haruki.
Tomoki Nakano (中野 ともき?, Nakano Tomoki)
Doppiato da Takuya Eguchi
È un ragazzo che fa parte di una band ed ha il potere di far arrivare la sua voce a chiunque voglia a qualsiasi orario.
Yōka Murase (村瀬 陽香?, Murase Yoka)
Doppiata da Yui Makino
È una ragazza che cerca inizialmente di sfruttare Kei e Haruki per evitare la morte di suo fratello, fallendo. Alla fine del quarto episodio diventa buona.
Eri Oka (岡 絵里?, Oka Eri)
È una ragazza che odia il protagonista, nonostante egli la abbia aiutata in passato. Si tinge i capelli di rosso ed indossa delle lenti a contatto del medesimo colore. Si comporta volutamente in modo arrogante e sgarbato perché pensa che quello sia il modo di comportarsi delle persone forti. Fa di tutto per far soffrire Kei, coinvolgendo anche Haruki ed usando il suo potere, il quale può manipolare i ricordi delle persone se la fissano negli occhi per una manciata di secondi. Può usarlo anche su Kei, ma non sortisce nessun effetto.
Seika Nonoo (野々尾盛夏?, Nonoo Seika)
Doppiata da Sachika Misawa
È una ragazza dai capelli blu che ama i gatti ed ha il potere di leggere la loro coscienza mentre dorme. È la migliore amica di Haruki.
Masamune Urachi (浦地 正宗?, Urachi Masamune)
È il principale antagonista della serie. Desidera riportare in vita suo padre e cancellare i poteri da Sakurada. Ha il potere di riportare le cose indietro nel tempo fino ad un massimo di 6 anni.
Sasane Okawa (大川 ササン?, Okawa Sasane)
È una donna in grado di controllare la materia.
Yōsuke Sakagami (坂上 央介?, Sakagami Yōsuke)
È un ragazzo dal potere di copiare momentaneamente i poteri di chi tocca con una mano, trasferendoli a chi tocca con l'altra.
Mirai Minami (南 未来?, Minami Mirai)
Doppiato da Yuki Yamada
È una ragazza dal potere di trasformarsi in un fantasma nel caso morisse.
Shintarō Tsushima (対馬 新太郎?, Tsushima)
È un professore di Kei che gli propone di fare volontariato assieme ad Haruki.
Kagaya (加賀屋?)
È un uomo che lavora per l'amministrazione. Ha una massiccia corporatura ed ha il potere di pietrificare cose e persone.
Sakuin (索引?)
È una donna che lavora per l'amministrazione. Ha il potere di vedere se qualcuno mente. Nell'edizione sottotitolata di Crunchyroll è chiamata "Indice".
Hiroyuki Sasano (佐々野 宏幸?, Sasano Hiroyuki)
È un signore un po'anziano che ha il potere di scattare fotografie che, se strappate, teletrasportano momentaneamente chi le strappa in una ricostruzione di quanto inquadrato nelle foto stesse, e possono essere usate anche per incontrare persone morte o visitare luoghi non più esistenti.
Yoko Asai (浅井 よこ?, Asai Yoko)
È la madre del protagonista.
Megumi Asai
È la sorella del protagonista. Si fa la sua conoscenza durante l'episodio 20, nel "mondo creato 5 minuti fa". Mentre lo saluta, chiama Kei "fratellone"; potrebbe trattarsi di un caso, ma si presuppone che, essendo sua sorella, possa avere, seppur in minima parte, dei ricordi legati al mondo originale, in cui la madre potrebbe averle parlato del suo fratello scappato di casa, ricordo che conserva grazie ad un'ipotetica connessione col potere del protagonista.
La strega (魔女?, Majō)
Una strega senza nome col potere di prevedere il futuro. Viene sfruttata e rinchiusa dall'amministrazione, ed era molto amica del signor Sasano.
Onoka Katagiri
È una ragazzina malata in grado di generare una Sakurada speculare nei suoi sogni al quale tutti possono accedere dormendo vicino a lei. Si fa chiamare Michiru.
Chiruchiru
È un dio frutto del sogno di Onoka, che ha creato per proteggersi all'interno del sogno.
Il Mostro
È un mostro senza nome generato da Onoka che distrugge tutto ad una certa ora della notte. Rappresenta il suo desiderio di chiedere aiuto agli altri per poter essere in salute anche nel mondo reale.
Il Signore della Casa Dei Gatti Randagi
È un uomo molto anziano che ricorda sempre qualsiasi numero. È molto malato, quindi vive nella Sakurada dei sogni di Onoka. Ha anche il potere di scrivere libri che descrivono il futuro attraverso i numeri.
Sawako Sera
È una ragazza che ha il potere di perdere l'uso del suo corpo, trasferendo la sua coscienza in una superficie riflettente. A volte usa il suo potere involontariamente ed ama il rispetto delle regole ed i lecca lecca.
Mari Kurakawa
È una bambina morta sul nascere. Sua madre ne ha fatto un duplicato grazie al suo potere, che però lei inizialmente odia perché pensa che non potrà mai rimpiazzare la sua vera figlia.
Signora Kurakawa
È la madre della defunta Mari Kurakawa. Non si sa molto di lei, se non che avrebbe voluto che la sua figlia rimanesse in vita.

## Media

### Light novel
La serie di light novel è stata scritta da Yutaka Kōno e illustrata da You Shiina ed è stata pubblicata sulla rivista The Sneaker di Kadokawa Shoten. Il primo volume è stato pubblicato sotto l'etichetta Sneaker Bunko di Kadokawa nel 2009. La serie è stata edita fino al 2012, per un totale di sette light novel pubblicate. Kōno si è occupato anche della stesura di sei storie brevi: quattro sono state raccolte nella quarta light novel della serie, mentre le altre due sono state pubblicate sul sito ufficiale di The Sneaker di Kadokawa. Una ristampa della serie di light novel è stata annunciata in contemporanea con l'annuncio della produzione dell'adattamento anime e dei due film live action. La ristampa del primo volume è stata pubblicata nel settembre 2012 e i successivi sono editi a cadenza mensile. Un nuovo romanzo ispirato alla serie originale accompagnerà l'uscita dell'anime e dei due film.

### Manga
Masahiko Yoshihara ha iniziato la serializzazione dell'adattamento manga nel numero di febbraio 2011 della rivista shōnen Monthly Shōnen Ace di Kadokawa nel dicembre 2010. I capitoli sono stati raccolti in due volumi tankōbon, entrambi pubblicati il 22 novembre 2011. Una seconda serie manga accompagnerà l'uscita dell'anime e dei due film.

### Anime
Annunciato nel settembre 2016, un adattamento anime di ventiquattro episodi, prodotto da David Production e diretto da Shin'ya Kawatsura, è andato in onda da 5 aprile al 13 settembre 2017. La composizione della serie è stata affidata a Katsuhiko Takayama, mentre il character design è stato sviluppato da Tomoyuki Shitaya. Le sigle di apertura e chiusura sono rispettivamente Reset di Yui Makino e Tonariau (トナリアウ?) dei The Oral Cigarettes. In Italia gli episodi sono stati trasmessi in streaming in simulcast da Dynit su VVVVID, mentre negli Stati Uniti i diritti sono stati acquistati da Sentai Filmworks per la piattaforma Anime Strike di Amazon.

#### Episodi
| Nº | Titolo italiano                                                                                          | In onda           | In onda |
| Nº | Titolo italiano                                                                                          | Giapponese        |         |
| 1  | MEMORY in CHILDREN 1/3                                                                                   | 5 aprile 2017     |         |
| 2  | MEMORY in CHILDREN 2/3                                                                                   | 12 aprile 2017    |         |
| 3  | CAT, GHOST and REVOLUTION SUNDAY 1/2                                                                     | 19 aprile 2017    |         |
| 4  | CAT, GHOST and REVOLUTION SUNDAY 2/2                                                                     | 26 aprile 2017    |         |
| 5  | Il mondo-biglia e il candy-resist 「ビー玉世界とキャンディーレジスト」 - Bīdama sekai to kyandī rejisuto | 3 maggio 2017     |         |
| 6  | WITCH, PICTURE and RED EYE GIRL 1/3                                                                      | 10 maggio 2017    |         |
| 7  | WITCH, PICTURE and RED EYE GIRL 2/3                                                                      | 17 maggio 2017    |         |
| 8  | WITCH, PICTURE and RED EYE GIRL 3/3                                                                      | 24 maggio 2017    |         |
| 9  | Strapping/Goodbye is not an easy word to say                                                             | 31 maggio 2017    |         |
| 10 | MEMORY in CHILDREN 3/3                                                                                   | 7 giugno 2017     |         |
| 11 | La Haruki di quel giorno 「ある日の春埼さん」 - Aru hi no haruki-san                                     | 14 giugno 2017    |         |
| 12 | ONE HAND EDEN 1/4                                                                                        | 21 giugno 2017    |         |
| 13 | ONE HAND EDEN 2/4                                                                                        | 28 giugno 2017    |         |
| 14 | ONE HAND EDEN 3/4                                                                                        | 5 luglio 2017     |         |
| 15 | ONE HAND EDEN 4/4                                                                                        | 12 luglio 2017    |         |
| 16 | BOY, GIRL and ―― 1/4                                                                                     | 19 luglio 2017    |         |
| 17 | BOY, GIRL and ―― 2/4                                                                                     | 26 luglio 2017    |         |
| 18 | BOY, GIRL and ―― 3/4                                                                                     | 2 agosto 2017     |         |
| 19 | BOY, GIRL and ―― 4/4                                                                                     | 9 agosto 2017     |         |
| 20 | BOY, GIRL and the STORY of SAGRADA 1/5                                                                   | 16 agosto 2017    |         |
| 21 | BOY, GIRL and the STORY of SAGRADA 2/5                                                                   | 23 agosto 2017    |         |
| 22 | BOY, GIRL and the STORY of SAGRADA 3/5                                                                   | 30 agosto 2017    |         |
| 23 | BOY, GIRL and the STORY of SAGRADA 4/5                                                                   | 6 settembre 2017  |         |
| 24 | BOY, GIRL and the STORY of SAGRADA 5/5                                                                   | 13 settembre 2017 |         |

### Film live action
Un paio di film live action sono stati annunciati nello stesso mese. I film sono diretti da Yoshihiro Fukagawa e prodotti da Kei Haruna. Le riprese sono iniziate il 17 settembre 2016 e hanno avuto una durata di due mesi. I film sono stati proiettati rispettivamente tra il 25 marzo e il 13 maggio 2017 nelle sale giapponesi.
Il cast comprende:
- Yuina Kuroshima come Misora Haruki
- Shūhei Nomura come Kei Asai
- Yuna Taira come Sumire Soma
- Kentaro Sakaguchi come Tomoki Nakano
- Tina Tamashiro come Yoka Murase
- Yuri Tsunematsu come Eri Oka